# Internationale Filmfestspiele von Cannes 1998
Die 51. Internationalen Filmfestspiele von Cannes 1998 fanden vom 13. Mai bis zum 24. Mai 1998 statt.

## Wettbewerb
Im Wettbewerb des Festivals wurden im Jahr 1998 folgende Filme gezeigt:
| Filmtitel                      | Regisseur         | Produktionsland                                      | Darsteller (Auswahl)                                            |
| Aprile                         | Nanni Moretti     | Italien, Frankreich                                  | Nanni Moretti                                                   |
| Die Blumen von Shanghai        | Hou Hsiao-Hsien   | Taiwan                                               |                                                                 |
| Claire Dolan                   | Lodge Kerrigan    | USA, Frankreich                                      | Katrin Cartlidge, Vincent D’Onofrio                             |
| Corazón iluminado              | Héctor Babenco    | Frankreich, Brasilien, Argentinien                   |                                                                 |
| Dance Me to My Song            | Rolf de Heer      | Australien                                           |                                                                 |
| Die Ewigkeit und ein Tag*      | Theo Angelopoulos | Deutschland, Griechenland, Frankreich, Italien       | Bruno Ganz, Isabelle Renauld                                    |
| Fear and Loathing in Las Vegas | Terry Gilliam     | USA                                                  | Johnny Depp, Benicio del Toro, Tobey Maguire                    |
| Das Fest                       | Thomas Vinterberg | Dänemark, Schweden                                   | Ulrich Thomsen, Henning Moritzen, Thomas Bo Larsen              |
| Der General                    | John Boorman      | Großbritannien, Irland                               | Brendan Gleeson, Adrian Dunbar, Sean McGinlay                   |
| Henry Fool                     | Hal Hartley       | USA                                                  | Thomas Jay Ryan, James Urbaniak, Parker Posey                   |
| Idioten                        | Lars von Trier    | Dänemark, Schweden, Frankreich, Niederlande, Italien | Bodil Jørgensen, Jens Albinus, Anne Louise Hassing              |
| Illuminata                     | John Turturro     | Spanien, USA, Japan                                  | Susan Sarandon, Ben Gazzara                                     |
| Die Klassenfahrt               | Claude Miller     | Frankreich                                           |                                                                 |
| Khroustaliov, mein Wagen!      | Alexei German     | Russland, Frankreich                                 |                                                                 |
| Das Leben ist schön            | Roberto Benigni   | Italien                                              | Roberto Benigni, Nicoletta Braschi, Horst Buchholz              |
| Der letzte Tanz                | Tsai Ming-liang   | Taiwan, Frankreich                                   |                                                                 |
| Liebe das Leben                | Erick Zonca       | Frankreich                                           | Élodie Bouchez, Natacha Régnier                                 |
| Mein Name ist Joe              | Ken Loach         | Spanien, Italien, Frankreich, UK, Deutschland        | Peter Mullan, Louise Goodall                                    |
| Die Rosenverkäuferin           | Víctor Gaviria    | Kolumbien                                            |                                                                 |
| Schule des Begehrens           | Benoît Jacquot    | Frankreich, Luxemburg, Belgien                       | Isabelle Huppert, Vincent Martinez, Marthe Keller               |
| Velvet Goldmine                | Todd Haynes       | Großbritannien, USA                                  | Ewan McGregor, Jonathan Rhys Meyers, Christian Bale             |
| Wer mich liebt, nimmt den Zug  | Patrice Chéreau   | Frankreich                                           | Pascal Greggory, Valeria Bruni Tedeschi, Jean-Louis Trintignant |

* = Goldene Palme

## Internationale Jury

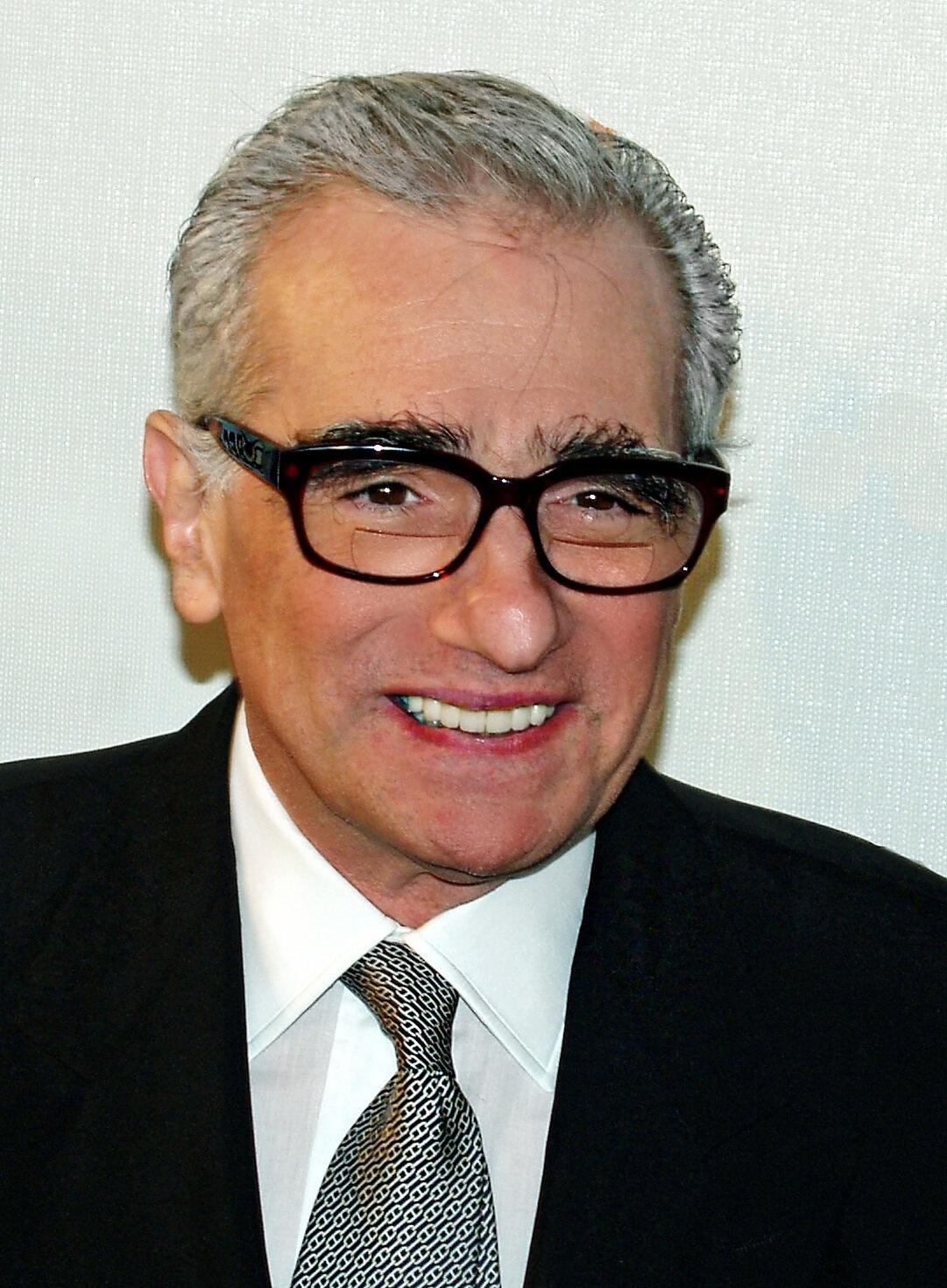
Martin Scorsese

In diesem Jahr war der US-amerikanische Regisseur Martin Scorsese Jurypräsident. Er stand einer Jury mit folgenden Mitgliedern vor: Alain Corneau, Chen Kaige, MC Solaar, Chiara Mastroianni, Lena Olin, Winona Ryder, Zoé Valdés, Sigourney Weaver und Michael Winterbottom.

## Preisträger
- Goldene Palme: Die Ewigkeit und ein Tag
- Großer Preis der Jury: Das Leben ist schön
- Jurypreis: Die Klassenfahrt und Das Fest
- Bester Schauspieler: Peter Mullan in Mein Name ist Joe
- Beste Schauspielerin: Élodie Bouchez und Natacha Régnier in Liebe das Leben
- Beste Regie: John Boorman für Der General
- Bestes Drehbuch: Hal Hartley für Henry Fool
- Bester künstlerischer Beitrag: Todd Haynes für Velvet Goldmine

## Weitere Preise
- FIPRESCI-Preis: Hai shang hua von Hou Hsiao-Hsien
- Preis der Ökumenischen Jury: Die Ewigkeit und ein Tag von Theo Angelopoulos

## Un Certain Regard
In der Sektion Un Certain Regard wurden in diesem Jahr unter anderen folgenden Filme vorgestellt:
All the Little Animals von Jeremy Thomas, Der Apfel von Samira Makhmalbaf, Apostel! von Robert Duvall, Dabei: Ein Clown von Ingmar Bergman, The Impostors von Stanley Tucci, Love Is the Devil von John Maybury, Lulu on the Bridge von Paul Auster, Os Mutantes – Kinder der Nacht von Teresa Villaverde, Plätze in Städten von Angela Schanelec, Zero Effect von Jake Kasdan, Zu verkaufen von Laetitia Masson. In diesem Jahr wurde erstmals der Un Certain Regard Preis verliehen. Der Preis ging an den kasachisch-französischen Film Tueur à gages von Darejan Omirbaev.